# Hourquette de Héas
Pour les articles homonymes, voir Hourquette et Héas (homonymie).
La hourquette de Héas est un col de montagne pédestre des Pyrénées à 2 608 mètres d'altitude entre le Lavedan et la vallée d'Aure, dans le département français des Hautes-Pyrénées en Occitanie.
Il relie la vallée des Aguilous, au nord-est, avec la vallée d'Aragnouet et est emprunté par l'itinéraire de haute montagne.

## Toponymie
Hourquette est un nom féminin gascon /hurketɵ/, dérivé de hourque « fourche », du latin furca. L'idée de fourche est un passage en « V », en principe plus resserré qu'un col et moins marqué qu'une brèche.

## Géographie
La hourquette de Héas est située entre le Soum des Salettes (2 976 m) au nord et le pic de la Géla (2 851 m) au sud sur la crête des Aguilous.

### Hydrographie
Le col délimite la ligne de partage des eaux entre les bassins de l'Adour côté ouest et de la Garonne côté est, qui se déversent dans l'Atlantique.

## Protection environnementale
Le col est situé dans le parc national des Pyrénées et fait partie d'une zone naturelle protégée, classée ZNIEFF de type 1, « cirques d’Estaubé, de Gavarnie et de Troumouse » et « vallon de Badet et Soulane d'Aragnouet » et de type 2 « haute vallée du gave de Pau : vallées de Gèdre et Gavarnie ».

## Voies d'accès
Le versant ouest est accessible depuis la chapelle Notre-Dame de Héas jusqu'à la cabane de l'Aguila puis à la cabane des Aguilous.
Sur le versant est, depuis le parking supérieur de la station de Piau-Engaly, suivre l'itinéraire de la hourquette de Chermentas.